# Charles Corver
Charles George Reinier Corver (Leiden, 16 de enero de 1936 - Leidschendam-Voorburg, 10 de noviembre de 2020) fue un árbitro de fútbol neerlandés. 

## Carrera arbitral
Es reconocido por haber dirigido dos Copas del Mundo (1978 y 1982), la Eurocopa 1980, la final de la Copa de la UEFA 1976-77, la final de la Copa de la UEFA 1976-77, la Copa de Campeones de Europa 1977-78 y el histórico encuentro en el que Nueva Zelanda batió por cinco goles a Arabia Saudita.
Es conocido también por un fallo controvertido en la Copa del Mundo de 1982. Durante la semifinal disputada por Alemania y Francia, el arquero Harald Schumacher atacó brutalmente aPatrick Battiston durante una jugada en el que el jugador francés quedaba sólo contra él. Battiston quedó inconsciente por el choque, con severo daño en varias vértebras de su columna, y con pérdida de tres de sus piezas dentarias, pero Corver no sancionó la falta.